# Duran Duran
Duran Duran britanski je novovalni i synth pop sastav, osnovan 1978. godine u Birminghamu. Stekli su iznimnu popularnost 80-ih godina prošloga stoljeća.

## Životopis
Pojavili su se u kasnim 1970-ima kao dio svjetskog novog vala odnosno novog romantizma i bili su važan dio glazbene 'Druge britanske invazije na SAD'. Usprkos njihovom kontinuiranom radu i razvoju tijekom gotovo 40 godina postojanja smatra ih se primarno 'sastavom iz osamdesetih'.
Prodali su preko 100 milijuna ploča i imali osamnaest singlova na američkoj ljestvici singlova i trideset na britanskoj, uključujući neke od najvećih hitova: "Planet Earth", "Rio", "Hungry Like the Wolf" i tema iz filma o Jamesu Bondu "A View to a Kill" u 1980-ima, te "Ordinary World" i "Come Undone" u ranim 1990-ima.
Najpoznatiju postavu Duran Durana činili su Nick Rhodes (klavijature), John Taylor (bas-gitara), Roger Taylor (bubnjevi), Andy Taylor (gitara) te Simon Le Bon (vokal). (Neobično je zamijetiti da tri Taylora nisu u nikakvu srodstvu.) Sastav je danas isti, no bez Andyja Taylora. Sastav je često trpio promjene u sastavu i u dva navrata je funkcionirao kao trio; između 1986. i 2001. gitaru je svirao Warren Cuccurullo, a od 1989. do 1991. godine bubnjar sastava je bio Sterling Campbell. 
Ipak, u vrijeme njihova novog povratka s albumom "Astronaut" iz 2004. godine, Duran Duran su opet bili u originalnoj postavi i krenuli su na svjetsku turneju s početkom u veljači 2005. Tokom turneje, sastav u ljeto 2006. ponovo napušta Andy Taylor.

### Koncerti u Hrvatskoj
Duran Duran je prvi koncert u Hrvatskoj održao u Zagrebu 28. siječnja 2001. godine u Domu sportova. Drugi koncert održan je 16 godina kasnije, 29. kolovoza 2017. godine, u sklopu turneje Paper Gods on Tour, na stadionu Šalata. Treći koncert se održao u pulskoj Areni, 30. srpnja 2024. godine.

## Članovi sastava
Trenutna postava
- Simon Le Bon – glavni vokali (1980.–danas)
- Nick Rhodes – klavijature, vokalni efekti, prateći vokali (1978.–danas)
- John Taylor – gitara (1978. – 1979.), bas-gitara, prateći vokali (1979. – 1997.; 2001.–danas)
- Roger Taylor – bubnjevi, udaraljke (1979. – 1986.; 2001.–danas)

Bivši članovi
- Stephen Duffy – glavni vokali, bubnjevi (1978. – 1979.); bas-gitara (1978.)
- Simon Colley – bas-gitara (1978. – 1979.)
- Andy Wickett – glavni vokali (1979. – 1980.)
- Alan Curtis – gitara (1979. – 1980.)
- Jeff Thomas – glavni vokali (1980.)
- Andy Taylor – gitara, prateći vokali (1980. – 1986.; 2001. – 2006.)
- Warren Cuccurullo – gitara, prateći vokali (1989. – 2001.); bass (1997. – 2001.)
- Sterling Campbell – bubnjevi (1989. – 1991.)

Vremenska crta

## Diskografija

### Albumi
- Duran Duran (1981.)
- Rio (1982.)
- Seven and the Ragged Tiger (1983.)
- Arena (1984., album uživo)
- Notorious (1986.)
- Big Thing (1988.)
- Decade (1989., kompilacija)
- Liberty (1990.)
- Duran Duran AKA The Wedding Album (1993.)
- Thank You (1995., album obrada)
- Medazzaland (1997.)
- Greatest (1998, kompilacija)
- Pop Trash (2000.)
- Astronaut (2004.)
- Red Carpet Massacre (2007.)
- All You Need Is Now (2010.)
- Paper Gods (2015.)
- Future Past (2021.)

## Vanjske poveznice
- Službena web-stranica skupine Duran Duran
- Hrvatske stranice skupine Duran Duran  Arhivirana inačica izvorne stranice od 17. prosinca 2014. (Wayback Machine)
- Videografija skupine Duran Duran  Arhivirana inačica izvorne stranice od 20. listopada 2006. (Wayback Machine)